# Myristica corticata
Myristica corticata là một loài thực vật thuộc họ Myristicaceae. Loài này có ở Brunei và Malaysia.